# دولي بكزاد
قرية دولي بكزاد (بالكردية: دۆڵی بەگزاد)‏ هي إحدى قرى ناحية قورة تو في قضاء خانقين ضمن الحدود الإدارية لمحافظة السليمانية لأنها ضمن مناطق إدارة كرميان في إقليم كردستان العراق.